# Dolby Pro Logic

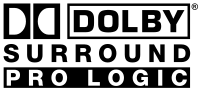
This Monitor Picture Dolby Pro Logic

Dolby Pro Logic é uma tecnologia de processamento de som surround desenvolvida pela Dolby Laboratories, projetado para decodificar trilhas sonoras codificados com Dolby Surround. O padrão Dolby Stereo foi originalmente desenvolvido pela Dolby, em 1976, para sistemas de som analógicos de cinema. O formato foi adaptado para uso doméstico em 1982 como Dolby Surround quando foram introduzidos video cassetes com sistema HiFi , sendo então substituído pelo sistema Pro-Logic  em 1987. No entanto, o termo "Dolby Surround" ainda é usado para descrever a tecnologia de codificação ou trilha sonora matriz codificada, enquanto que o Logic Pro refere-se à tecnologia de decodificação e processamento. As duas tecnologias são praticamente idênticos, mas uma mudança no marketing era necessária de modo a não confundir estéreo cinema que são pelo menos quatro canais de áudio com som estéreo que são apenas dois. Assim, Dolby Pro Logic é a versão de cinema do Dolby Stereo para consumidores.

## Matrizes de codificação
Note que j representa a defasagem de fase, de 90° ou  (π⁄2 radianos).
| Dolby Surround | Esquerda          | Direita           | Surround                                 |
| -------------- | ----------------- | ----------------- | ---------------------------------------- |
| Total esquerda | {\displaystyle 1} | {\displaystyle 0} | {\displaystyle -j{\sqrt {\frac {1}{2}}}} |
| Total direita  | {\displaystyle 0} | {\displaystyle 1} | {\displaystyle j{\sqrt {\frac {1}{2}}}}  |

| Dolby Pro Logic | Esquerda          | Direita           | Centro                                 | Traseira                                 |
| --------------- | ----------------- | ----------------- | -------------------------------------- | ---------------------------------------- |
| Total esquerda  | {\displaystyle 1} | {\displaystyle 0} | {\displaystyle {\sqrt {\frac {1}{2}}}} | {\displaystyle -j{\sqrt {\frac {1}{2}}}} |
| Total direita   | {\displaystyle 0} | {\displaystyle 1} | {\displaystyle {\sqrt {\frac {1}{2}}}} | {\displaystyle j{\sqrt {\frac {1}{2}}}}  |

| Dolby Pro Logic II | Esquerda          | Direita           | Centro                                 | Traseira Esquerda                          | Traseira Direita                          |
| ------------------ | ----------------- | ----------------- | -------------------------------------- | ------------------------------------------ | ----------------------------------------- |
| Total esquerda     | {\displaystyle 1} | {\displaystyle 0} | {\displaystyle {\sqrt {\frac {1}{2}}}} | {\displaystyle -j{\sqrt {\frac {19}{25}}}} | {\displaystyle -j{\sqrt {\frac {6}{25}}}} |
| Total direita      | {\displaystyle 0} | {\displaystyle 1} | {\displaystyle {\sqrt {\frac {1}{2}}}} | {\displaystyle j{\sqrt {\frac {6}{25}}}}   | {\displaystyle j{\sqrt {\frac {19}{25}}}} |